# 泰爾納夫卡 (舍佩蒂夫卡區)
49°55′55″N 26°45′7″E / 49.93194°N 26.75194°E
泰爾納夫卡（羅馬化：Ternavka）是烏克蘭西部的村莊，隸屬赫梅利尼茨基州的舍佩蒂夫卡區。該村始建於1519年，面積2.78平方公里，海拔高度271米，2001年人口506，人口密度每平方公里182.2人。